# Столбовская Горка
Столбовская Горка — деревня в Кесовогорском районе Тверской области. Входит в состав Кесовского сельского поселения.

## География
Находится в юго-восточной части Тверской области на расстоянии приблизительно 6 км на юго-запад по прямой от районного центра поселка Кесова Гора.

## История
Деревня показана еще на карте Менде (состояние местности на 1848 год). В 1859 году здесь (деревня Горка Кашинского уезда) было учтено 3 двора.

## Население
Численность населения: 11 человек (1859 год), 2 (русские 100 %) в 2002 году, 1 в 2010.